# مردم شناسی سیستان و بلوچستان
به مشخصات مردم ساکن در استان سیستان و بلوچستان ، مردم شناسی سیستان و بلوچستان می گویند. جمعیت مردم استان طی سرشماری سال ۱۳۹۵ ، ۲،۷۷۵،۰۱۴ نفر بوده است.

## اقوام
اقوام حاضر در استان سیستان و بلوچستان شامل فارس‌ها و بلوچ‌ها می‌شود.

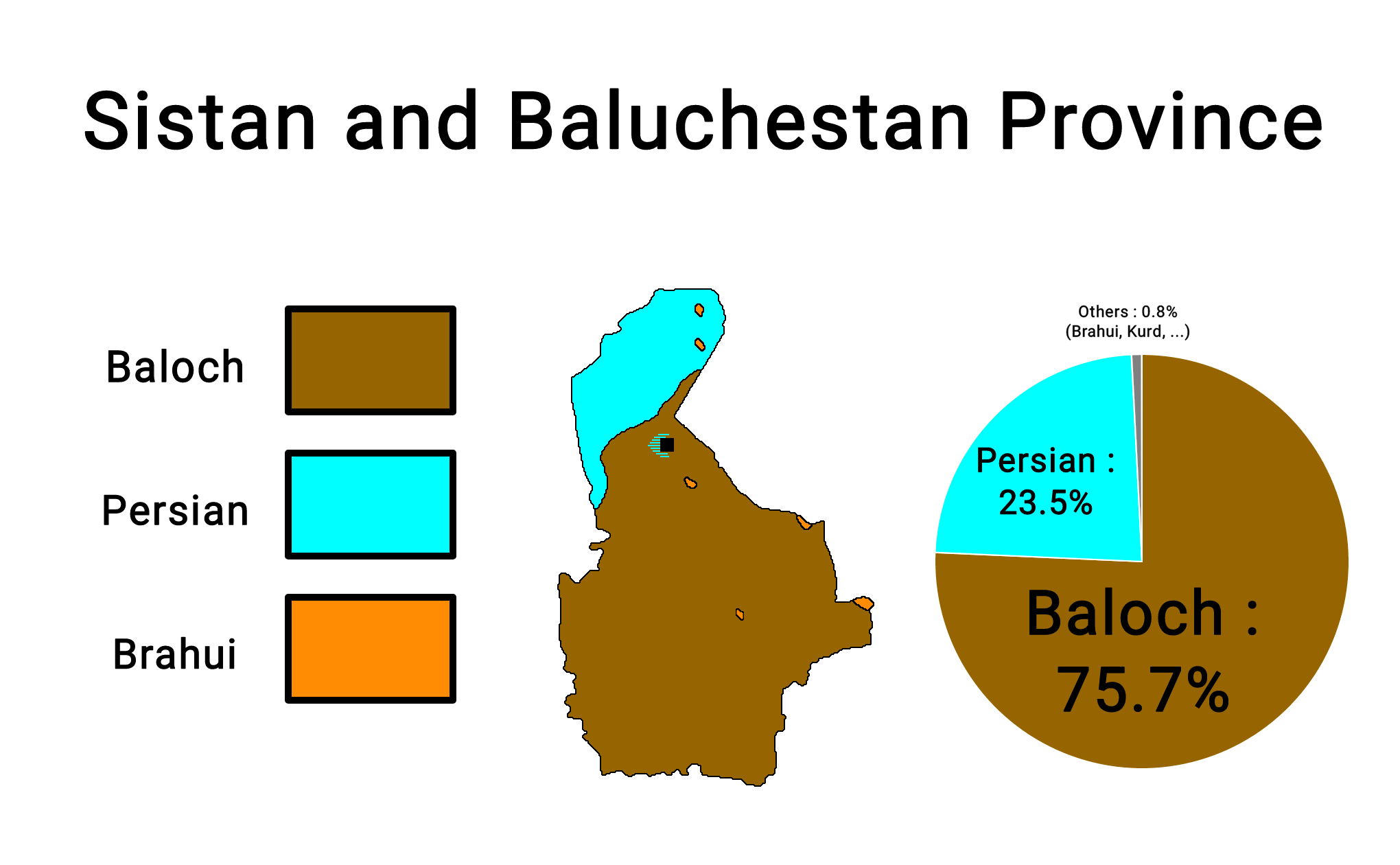
پراکنش جمعیتی اقوام در استان سیستان و بلوچستان

میزان پراکندگی اقوام به شرح زیر است:
نظرسنجی سال ۱۳۸۹

در پژوهشی که به سفارش شورای فرهنگ عمومی در سال ۱۳۸۹ انجام شد و برپایه یک بررسی میدانی و یک جامعه آماری از میان ساکنان ۲۸۸ شهر و حدود ۱۴۰۰ روستای سراسر کشور، درصد اقوامی که در این نظر سنجی نمونه‌گیری شد در این استان به قرار زیر بود:
| اقوام استان سیستان و بلوچستان | اقوام استان سیستان و بلوچستان | اقوام استان سیستان و بلوچستان | اقوام استان سیستان و بلوچستان | اقوام استان سیستان و بلوچستان |
| ----------------------------- | ----------------------------- | ----------------------------- | ----------------------------- | ----------------------------- |
| قومیت                         | قومیت                         |                               | درصد                          | درصد                          |
| بلوچ                          | بلوچ                          |                               | ۶۵٫۴٪                         | ۶۵٫۴٪                         |
| فارس                          | فارس                          |                               | ۳۳٪                           | ۳۳٪                           |
| کُرد                           | کُرد                           |                               | ۰٫۴٪                          | ۰٫۴٪                          |
| سایر و بدون جواب              | سایر و بدون جواب              |                               | ۱٫۲٪                          | ۱٫۲٪                          |

## مذهب
استان سیستان و بلوچستان یکی از سرزمین‌های امروزی ایران است. اکثر مردم سیستان و بلوچستان ، اهل سنت حنفی مذهب هستند که غالباً بلوچ هستند، اگرچه اقلیتی قابل توجهی از مردم استان را هم شیعیان تشکیل می دهند.    شیعیان را فارس ها، کرد ها و بخشی از بلوچ ها که بلوچ های شیعه تشکیل می دهند.فارس ها شامل سیستانی های بومی استان ، یزدی ها ، بیرجندی ها ، کرمانی ها و... می شوند. 
| دین مردم سیستان و بلوچستان | دین مردم سیستان و بلوچستان | دین مردم سیستان و بلوچستان | دین مردم سیستان و بلوچستان | دین مردم سیستان و بلوچستان |
| -------------------------- | -------------------------- | -------------------------- | -------------------------- | -------------------------- |
|                            |                            |                            |                            |                            |
| سنی حنفی                   | سنی حنفی                   |                            | ۶۲٫۷۸٪                     | ۶۲٫۷۸٪                     |
| شیعه                       | شیعه                       |                            | ۳۷٫۱۹٪                     | ۳۷٫۱۹٪                     |
| سایر                       | سایر                       |                            | ۰٫۰۳٪                      | ۰٫۰۳٪                      |

## جمعیت شناسی
جمعیت استان سیستان و بلوچستان طی سرشماری سال ۱۳۹۵ ، ۲،۷۷۵،۰۱۴ نفر اعلام شد. جمعیت سیستان و بلوچستان جمعیت جوانی است اما با توجه به کاهش موالید در دهه آخر به سمت میانسالی در حرکت است. این استان، بالاترین نرخ ولادت و نرخ باروری کشور را دارد. به همین دلیل از جوان ترین و دارای یکی از بالاترین نرخ رشد های جمعیت در بین استان ها است. در بین شهرستان ها پر جمعیت ترین شهرستان، شهرستان زاهدان و کمترین جمعیت مربوط به شهرستان زر آباد است. شهرستان چابهار به لحاظ مهاجر پذیری بعد از مرکز استان، بالاترین میزان مهاجرپذیری را داراست. جمعیت استان طی سرشماری های مختلف به شرح زیر است: